# Nefer (hieroglif)

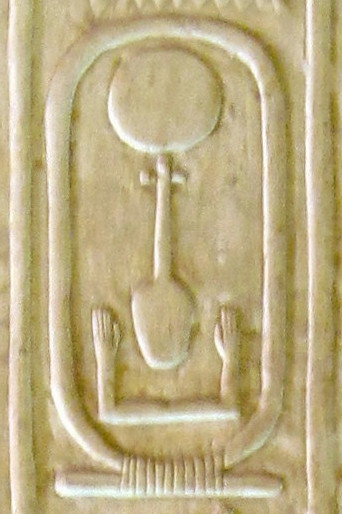
Hieroglif nfr znajdujący się pośrodku kartuszu.

Nefer – egipskie słowo oznaczające piękno lub dobro, idealność, szczęście.
Słowo to zapisywano za pomocą hieroglifu oznaczającego trzy spółgłoski.
Przypomina on w swym kształcie lutnię, jednak hieroglif ten jest najprawdopodobniej przedstawieniem tchawicy i serca, przy czym wcześniej na ten hieroglif składać się mógł znak przełyku i serca.

## Występowanie
Słowo nefer i powiązany z nim hieroglif występował w egipskich imionach żeńskich, czego przykładem są imiona trzech „Wielkich Małżonek Królewskich”: Nefertiti, Ahmes-Nefertari, Nefertari.
Słowo nefer występowało także w tytulaturze królewskiej, czego przykładem są imiona tronowe (pronomen) niektórych faraonów. Przykładowo pronomen Pepi I brzmiał NeferSaHor (Horus Jest Doskonałą Tarczą), a Pepi II NeferKaRe (Piękna-jest-dusza-Re).
Hieroglif nefer znajdował się także na planszach do egipskiej gry senet na polu zwanym domem szczęścia lub domem piękna, które symbolizowało miejsce mumifikacji.
Na jednym z popiersi Meritamon jest przedstawiony naszyjnik składający się z samych hieroglifów Nefer.